# Liste der Kulturdenkmäler in Brohl
In der Liste der Kulturdenkmäler in Brohl sind alle Kulturdenkmäler der rheinland-pfälzischen Ortsgemeinde Brohl aufgeführt. Grundlage ist die Denkmalliste des Landes Rheinland-Pfalz (Stand: 21. September 2023).

## Einzeldenkmäler
| Bezeichnung                           | Lage                                                | Baujahr                           | Beschreibung | Bild                           |
| ------------------------------------- | --------------------------------------------------- | --------------------------------- | --- | ------------------------------ |
| Wegekreuz                             | Hauptstraße, auf der Brücke über den Brohlbach Lage | 1666                              | Wegekreuzfragment, Nischentyp, bezeichnet 1666 | weitere Bilder Fotos hochladen |
| Hofanlage                             | Hauptstraße 16 Lage                                 | erste Hälfte des 19. Jahrhunderts | Hofanlage, erste Hälfte des 19. Jahrhunderts; Krüppelwalmdachbau; Gesamtanlage mit Stall/Scheune, Hoftor | BW                             |
| Schulhaus                             | Hauptstraße 20 Lage                                 | um 1870                           | ehemalige Schule; zweigeschossiger Putzbau, um 1870, Blendbogenfries, die Mittelachse durch Zwerchhaus betont | BW                             |
| Katholische Filialkirche St. Nikolaus | Hohlstraße, Ecke Neugasse Lage                      | 1766                              | romanischer (?) Turm, bezeichnet 1578; Saabau, bezeichnet 1766, Architekt Johann Anton Neurohr, Trier; außen über dem Portal Kreuzigungsgruppe; an der Kirche Wegekreuz, 17. Jahrhundert; drei Grabkreuze, 17. Jahrhundert; zwei Grabkreuze, 18. Jahrhundert | weitere Bilder Fotos hochladen |
| Wohnhaus                              | Neugasse 1 Lage                                     | 1783                              | Fachwerkhaus, teilweise massiv, bezeichnet 1783 | BW                             |
| Heiligenhäuschen                      | nördlich des Ortes an der L 109 Lage                | 18. Jahrhundert                   | Heiligenhäuschen, 18. Jahrhundert; innen Relief, 18. Jahrhundert; daneben Grabkreuz, 1784 | Fotos hochladen                |
| Meilenstein                           | nördlich des Ortes an der L 109 Lage                | Mitte des 19. Jahrhunderts        | Meilenstein; Obelisk, Mitte des 19. Jahrhunderts | BW                             |
| Kapelle                               | östlich des Ortes an der L 110 Lage                 | 18. oder 19. Jahrhundert          | Kapelle; Putzbau, 18. oder 19. Jahrhundert | BW                             |
| Kapelle                               | südöstlich des Ortes bei der Liesenfeldsmühle Lage  | 1910                              | Kapelle; Bruchsteinbau, 1910; fünf neugotische Gipsfiguren | BW                             |
| Wegekapelle                           | westlich des Ortes an der K 28 Lage                 | 18. Jahrhundert                   | Wegekapelle, verputzter Bruchsteinbau, 18. Jahrhundert | BW                             |

## Ehemalige Kulturdenkmäler
| Bezeichnung | Lage                | Baujahr                     | Beschreibung                                                      | Bild |
| ----------- | ------------------- | --------------------------- | ----------------------------------------------------------------- | ---- |
| Wohnhaus    | Hauptstraße 32 Lage | Anfang des 19. Jahrhunderts | Massivbau, Anfang des 19. Jahrhunderts; aus Denkmalliste gelöscht | BW   |